# 나코루루
나코루루(ナコルル)는 SNK의 격투 게임 시리즈 《사무라이 쇼다운》의 주요 등장인물이다. 첫 작품인 《사무라이 쇼다운》 (1993)에서 처음 등장한 이래로 시리즈 주인공 하오마루와 함께 《사무라이 쇼다운》을 대표하는 간판격 주역이다.
나코루루는 작품마다 대자연을 지키는 아이누 무녀로서 활약하며, 자신이 기르는 매 마마하하와 함께 싸움에 임한다. 관련인물로는 여동생 리무루루와 나코루루의 어두운 인격 레라가 있다.
《사무라이 쇼다운》 시리즈 이외에 나코루루는 《더 킹 오브 파이터즈》, 《캡콤 vs. SNK》, 《SNK 걸즈 파이터즈》, 《네오지오 배틀 컬리시엄》 등 다양한 크로스오버 게임들에 등장한 바 있다.

## 등장

### 《사무라이 쇼다운》
나코루루는 《사무라이 쇼다운》 시리즈 대다수의 작품에 플레이어 캐릭터로서 출연했다. 네오지오로 발매된 첫번째 게임 《사무라이 쇼다운 (1993)》부터 시작해 네오지오로 발매된 최후의 작품인 《사무라이 쇼다운 V 스페셜》까지 모두 출연했으며, 그 이외에 네오지오 포켓으로 발매된 외전격 작품 《사무라이 쇼다운!》 및 《사무라이 쇼다운 2!》와 2019년에 발매된 《사무라이 쇼다운 (2019)》까지 모두 출연했다.
본편 시리즈로부터 약 20년 후의 미래가 무대인 《사무라이 쇼다운: 워리어즈 레이지》 (1999)에서는 사망한 후로, 스토리 모드에서 영혼의 상태로 등장한다. 1편과 2편 사이 시기를 무대로 한 2001년 비주얼 노블 《나코루루 ~그 사람으로부터의 선물~》에선 주인공을 돌보는 인물로 등장한다.

### 《더 킹 오브 파이터즈》
SNK의 크로스오버 격투 게임 시리즈 《더 킹 오브 파이터즈》에선 두번째 작품 《더 킹 오브 파이터즈 '95》의 게임보이판 《열투 더 킹 오브 파이터즈 '95》에서 숨겨진 캐릭터로 최초로 등장했고, 《더 킹 오브 파이터즈 2000》에선 유리 사카자키의 스트라이커로 등장했다. 그 외에 스테이지 배경 카메오로 《더 킹 오브 파이터즈 '94 리바웃》, 《더 킹 오브 파이터즈 2002 언리미티드 매치》와 《더 킹 오브 파이터즈 XIII》에 나왔다.
2016년에 발매된 《더 킹 오브 파이터즈 XIV》에서 나코루루가 공식적으로 플레이어 캐릭터로 등장했다. 이 작품에서 나코루루는 SNK의 파치슬롯 게임 주인공인 무이무이(《드래곤 갈》)와 러브 하트(《스카이 러브》)를 이끄는 '이세계 팀'의 대장으로 출연하며, 전작 《KOF XIII》에서 애쉬 크림슨이 일으킨 시간선의 오류로 새로운 악이 나타나자 미래로 시간여행을 '킹 오브 파이터즈' 대회에 참가한다.

### 그 외 비디오 게임
《사무라이 쇼다운》과 《더 킹 오브 파이터즈》 이 외에 나코루루는 크로스오버 격투 게임 시리즈 《SNK vs. 캡콤》 중 《캡콤 vs. SNK: 밀레니엄 파이트 2000》, 《캡콤 vs. SNK 2》, 《정상결전 최강 파이터즈 SNK vs. 캡콤》에 출연한다.

## 레라
레라 (レラ)는 2003년 《사무라이 쇼다운 V》에 등장한 나코루루의 또다른 인격으로, 《사무라이 쇼다운 IV》에서 보였던 나코루루의 '버스트' 모드에 기반해, 폭력적이고 잔인한 성격을 지녔다.

## 반응 및 문화적 영향

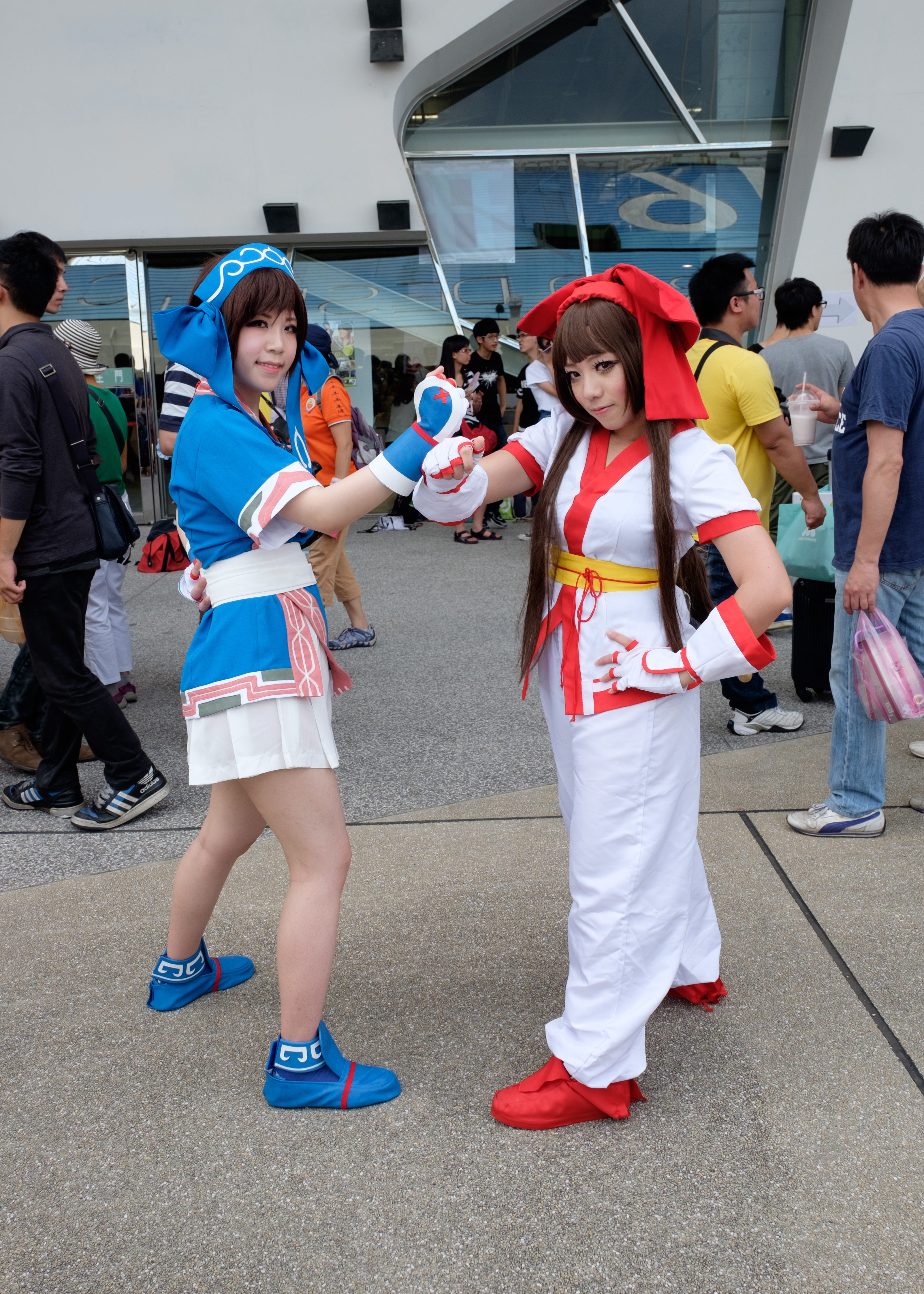
2016년의 나코루루와 리무루루 코스플레이어

《사무라이 쇼다운》과 SNK 전체를 대표하는 가상인물로서 나코루루는 전세계적으로 큰 인기를 누렸다. 《더 킹 오브 파이터즈 XIV》 프로듀서 오다 야스유키에 따르면 회사 내에서도 나코루루의 인기도에 깜짝 놀랐다고 한다. 일본에서는 나코루루로 현대 아이누 민족에 대한 관심도가 높아졌다고 한다.